# 青木功
青木功（1942年8月31日—），出身於日本千葉縣我孫子市，職業高爾夫球手，於2004年入選世界高爾夫名人堂，以奇怪的揮桿動作見稱。
青木功在學童時期開始在我孫子高爾夫俱樂部當球僮。他在1964年轉打職業賽，在1972年至1990年間於日本巡迴賽勝出超過50次，奪冠次數於日本僅次於尾崎將司，職業生涯累積獎金達9.8億日圓。

## 榮譽
- 世界高爾夫名人堂（2004年）
- 紫綬褒章（2008年）
- 四等旭日小綬章（2015年）

## 外部連結
- 官方网站 （日語）
- 青木功在日本高爾夫巡迴賽官方網站
- 青木功在PGA巡迴賽的官方網站
- 青木功在歐洲巡迴賽官方網站
- 青木功在男子高爾夫世界排名的官方網站
- Profile at World Golf Hall of Fame site （页面存档备份，存于）
- My Philosophy No.74 Isao Aoki | InterLiteracy （页面存档备份，存于）